# Морски кучки (род)
Морските кучки (Blennius) са род актиноптери от семейство Морски кучки (Blenniidae).
Таксонът е описан за пръв път от Карл Линей през 1758 година. Таксономичният му тип е риба пеперуда.

## Видове
- Blennius normani
- Blennius ocellaris – Риба пеперуда